# Scharnik
Scharnik är ett berg i Österrike.   Det ligger i distriktet Spittal an der Drau och förbundslandet Kärnten, i den centrala delen av landet, 300 km sydväst om huvudstaden Wien. Toppen på Scharnik är 2 657 meter över havet, eller 200 meter över den omgivande terrängen. Bredden vid basen är 0,93 km.
Terrängen runt Scharnik är bergig åt sydväst, men åt nordost är den kuperad. Närmaste större samhälle är Obervellach, 19,8 km nordost om Scharnik. 
I omgivningarna runt Scharnik växer i huvudsak blandskog. Runt Scharnik är det ganska glesbefolkat, med 29 invånare per kvadratkilometer.